# Securigera (rechtvleugelige)
Securigera is een geslacht van rechtvleugeligen uit de familie Romaleidae. De wetenschappelijke naam werd gepubliceerd in 1909 door Bolívar.

## Soorten
Het geslacht Securigera is monotypisch en omvat slechts de volgende soort:
- Securigera cristata (Bruner, 1906)